# Пленницы (фильм, 1952)
Пленницы (англ. Captive Women) — американский постапокалиптический черно-белый фильм 1952 года. В 1956 году был переиздан под названием 1000 лет спустя (англ. 1000 Years from Now). В Великобритании фильм известен как 3000 н.э. (англ. 3000 AD). События разворачиваются вокруг последствий ядерной войны и жизни после неё

## Сюжет
Сюжет развивается в будущем постапокалиптическом Нью-Йорке. Две племени, «нормы» и «мутирующие», ведут бои на остатках города. Позже они объединяются, чтобы противостоять третьему племени, «приречные люди», которые вторгаются в Манхэттена через туннель Хадсон, чтобы украсть женщин других племен.